# Lance Monych
Lance Monych (* 25. Juli 1984 in Winnipeg, Manitoba) ist ein ehemaliger kanadischer Eishockeyspieler, der im Verlauf seiner aktiven Karriere zwischen 1999 und 2014 vor allem in den nordamerikanischen Minor Leagues auf der Position des rechten Flügelstürmers gespielt hat. Darüber hinaus war Monych auch in der 2. Eishockey-Bundesliga und Eishockey-Oberliga für die Heilbronner Falken, Ratinger Ice Aliens und Löwen Frankfurt aktiv.

## Karriere
Monych wurde 1999 beim WHL Bantam Draft an 39. Stelle von den Brandon Wheat Kings ausgewählt, für die er in den folgenden Jahren in der Western Hockey League (WHL) aufs Eis ging. Nachdem er im Anschluss an die Saison 2001/02 am CHL Top Prospects Game teilgenommen hatte, wurde er beim NHL Entry Draft 2002 in der vierten Runde an 97. Position von den Phoenix Coyotes aus der National Hockey League (NHL) ausgewählt. Nach Abschluss seiner Juniorenzeit spielte er in der Saison 2005/06 für die San Antonio Rampage, dem Farmteam der Phoenix Coyotes, in der American Hockey League (AHL) sowie für die Stockton Thunder in der ECHL. 
Nach zwei Spielzeiten in der ECHL für die Phoenix RoadRunners und die Mississippi Sea Wolves, wechselte Monych im Sommer 2008 nach Europa und spielte eine Saison für die Tilburg Trappers in der niederländischen Eredivisie, wo er mit seinem Team Vizemeister wurde. Die Saison 2009/10 begann er – nach seiner Rückkehr nach Nordamerika – in der Central Hockey League (CHL) bei den Laredo Bucks, ehe er im Januar 2010 für ein halbes Jahr zu den Heilbronner Falken nach Deutschland in die 2. Bundesliga wechselte. Nach einem Jahr bei der SG Pontebba in der italienischen Serie A1 kehrte Monych zur Saison 2011/12 nach Deutschland zurück und war trotz langer Verletzungspause einer der Leistungsträger beim Oberligisten Ratinger Ice Aliens. Zur folgenden Spielzeit wechselte er innerhalb der Liga zum Aufstiegsaspiranten Löwen Frankfurt. Dort bekam er allerdings als dritter Ausländerlizenz-Spieler nach Jakub Rumpel und Branislav Pohanka nur wenig Einsatzzeit. Im Juli 2013 unterschrieb er einen Vertrag beim dänischen Erstligisten Esbjerg Energy. Nach der Spielzeit 2013/14 beendete der fast 30-Jährige seine aktive Karriere vorzeitig.

## Erfolge und Auszeichnungen
- 2002 Teilnahme am CHL Top Prospects Game
- 2009 Niederländischer Vizemeister mit den Tilburg Trappers

## Karrierestatistik

### International
Vertrat Kanada bei:
- World U-17 Hockey Challenge 2001

(Legende zur Spielerstatistik: Sp oder GP = absolvierte Spiele; T oder G = erzielte Tore; V oder A = erzielte Assists; Pkt oder Pts = erzielte Scorerpunkte; SM oder PIM = erhaltene Strafminuten; +/− = Plus/Minus-Bilanz; PP = erzielte Überzahltore; SH = erzielte Unterzahltore; GW = erzielte Siegtore; 1 Play-downs/Relegation; Kursiv: Statistik nicht vollständig)